# Tomáš Hradílek
Tomáš Hradílek (* 28. dubna 1945 Lipník nad Bečvou) je bývalý český a československý disident, signatář Charty 77, po sametové revoluci politik Občanského fóra, ministr vnitra České republiky (v rámci federace) a poslanec Sněmovny lidu a Sněmovny národů Federálního shromáždění.

## Biografie
Vystudoval Agronomickou fakultu Vysoké školy zemědělské v Brně. V letech 1966–1969 byl členem KSČ. Do KSČ vstoupil jako devatenáctiletý student vysoké školy zemědělské. Tvrdě kritizoval okupaci vojsky Varšavské smlouvy v roce 1968, kterou prožil jako voják na základní vojenské službě. V roce 1969 z KSČ vystoupil.
Za normalizace se zapojil do disentu. V roce 1977 se z vysílání Hlasu Ameriky dozvěděl o existenci prohlášení Charta 77 a již 1. února 1977 se stal po osobní cestě do Prahy jejím signatářem. Přišel pak o pracovní místo v JZD Týn a musel nastoupit jako dělník na pile. Počátkem osmdesátých let patřil do skupiny mluvčích Charty v Severomoravském kraji. Státní bezpečnost do jeho bytu nainstalovala odposlechy a opakovaně byl držen ve vazbě. V roce 1987 k desátému výročí Charty 77 spoluformuloval významný dokument Slovo ke spoluobčanům. Otevřeným dopisem vyzval Gustáva Husáka k abdikaci a podal trestní oznámení pro velezradu na Vasila Biľaka. Během oslav prvního máje vystoupil v Olomouci s transparentem „Charta 77 vybízí k občanské kuráži". V lednu 1989 se stal mluvčím Charty 77. Patřil mezi zakladatele Hnutí za občanskou svobodu a Společnosti přátel USA. V listopadu 1989 byl mezi zakladateli Občanského fóra v Olomouci a významně se podílel na průběhu převratu v Ostravě.
V prosinci 1989 zasedl v rámci procesu kooptací do Federálního shromáždění po sametové revoluci do Sněmovny lidu (volební obvod č. 111 – Ostrava II, Severomoravský kraj) jako bezpartijní poslanec (respektive poslanec za Občanské fórum). Ve volbách roku 1990 přešel do české části Sněmovny národů, nyní jako poslanec za Občanské fórum. Po rozpadu OF se uvádí jako člen poslaneckého klubu Občanského hnutí. Ve Federálním shromáždění setrval do konce funkčního období, tedy do voleb roku 1992.
Byl též členem české vlády Petra Pitharta. V červnu roku 1990 se stal ministrem vnitra České republiky, ale post zastával jen od 29. června do 14. listopadu 1990. Po pěti měsících abdikoval, oficiálně pro vyčerpání. Později se uvádí jako důchodce. Věnuje se chovu akvarijních rybiček.
Podílel se na obnovení České strany sociálně demokratické, ale nikdy se nestal jejím členem.
V listopadu 2017 držel hladovku proti opětovné kandidatuře Miloše Zemana na prezidenta České republiky.
V říjnu 2019 se aktivně účastnil tradičního kulturního pořadu „Kopřivnické pressování s T. G. Masarykem“, který pořádalo v Kulturním domě v Kopřivnici Masarykovo demokratické hnutí.
Má dcery Kateřinu a Simonu a syna Tomáše.